# Georg Abraham Mercklin

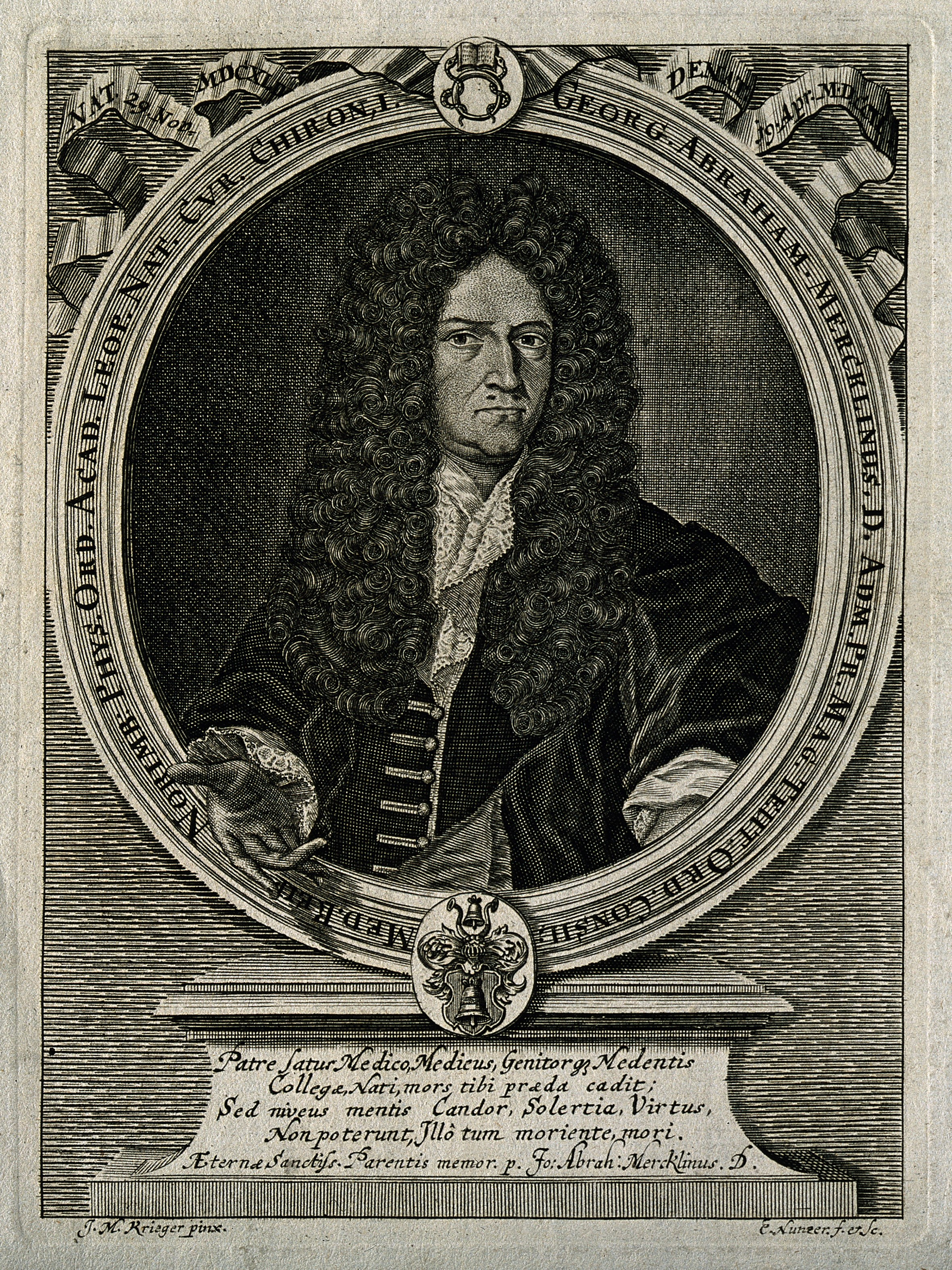
Porträt. Wellcome Collection

Georg Abraham Mercklin, latinisiert Georgius Abrahamus Mercklinus, (* 19. November 1644 in Weißenburg in Bayern; † 19. April 1702 in Nürnberg) war ein Nürnberger Mediziner.

## Leben
G. Abraham Mercklin wurde 1644 in der Reichsstadt Weißenburg als Sohn des Mediziners Georg Abraham Mercklin (1613–1683/84) geboren. Er studierte an den Universitäten Altdorf und Wittenberg Medizin und habilitierte sich ab 1670 als Arzt in Nürnberg, wo er bis zu seinem Tod lebte. Mercklin verfasste mehrere medizinische Schriften.
Am 25. September 1676 wurde er mit dem Beinamen Chiron I. (Matrikel-Nr. 66) zum Mitglied der Leopoldina gewählt.
Mercklin war lutherischen Glaubens. Er verstarb im Alter von 57 Jahren in Nürnberg.
Sein Sohn, Johann Abraham Merklin (1674–1729) war Stadtphysicus in Nürnberg. Er wurde im Jahr 1712 in die Gelehrtenakademie „Leopoldina“ aufgenommen.